# Pietroșani, Argeș
Pietroșani là một xã thuộc hạt Argeș, România. Dân số thời điểm năm 2002 là 5948 người.